# 15160 Wygoda
15160 Wygoda è un asteroide della fascia principale. Scoperto nel 2000, presenta un'orbita caratterizzata da un semiasse maggiore pari a 2,6142826 UA e da un'eccentricità di 0,2360868, inclinata di 5,17174° rispetto all'eclittica.